# Pitta vigorsii
Pitta vigorsii (лат.) — вид птиц из семейства питтовых. Подвидов не выделяют. Ранее считался подвидом стройной питты (P. elegans). Согласно исследованиям, опубликованным в 2020 году, это эндемичный вид, обитающий от островов в море Банда до южной части Новой Гвинеи. Видовое название дано в честь ирландского орнитолога Николаса Эйлуорда Вигорса.

## Описание
Pitta vigorsii достигает длины около 19 см. Половой диморфизм не выражен. У взрослых особей голова и задняя часть шеи чёрные, длинное беловатое надбровье тянется от затылка до основания клюва. Верхняя часть тела тёмно-зелёная, надхвостье бирюзово-голубое, хвост чёрный с зелёным кончиком. Большие бирюзово-голубые пятна на малых кроющих перьях крыльев. Маховые перья чёрные, второстепенные маховые перья с голубоватой и зелёной каймой, а первостепенные маховые перья с белым пятном у основания. Подбородок и горло беловатые, остальная нижняя часть тела светло-коричневого цвета, но в центре брюха имеется чёрно-алое пятно, а подхвостье бледно-красное. Радужная оболочка тёмно-каштановая. Ноги от бледно-розоватого до красновато-коричневого цвета с тёмно-серыми когтями. Клюв чёрный, основание подклювья окрашено в роговой цвет. Клюв у молодых особей, а также у неполовозрелых птиц также чёрный, но с оранжево-красным кончиком.

## Распространение и среда обитания
Эндемик Индонезии. Распространён в море Банда от Банда, Ватубела и на островах Кей и далее на Танимбарских островах — Бабар, Сермата, и островах Барат-Дая (Дамар и Романг.

## Статус
Численность популяции оценивается в 5 000-10 000 взрослых особей. В Красной книге МСОП вид имеет статус, «Виды, вызывающие наименьшие опасения».